# Gheață albastră (film)
Gheață albastră (titlu original: Blue Ice) este un film americano-britanic thriller din 1992 regizat de Russell Mulcahy. Rolurile principale au fost interpretate de actorii Michael Caine, Sean Young, Ian Holm și Bob Hoskins.

## Prezentare
Gheață albastră este un thriller de crimă ce implică un fost spion (Caine), care este proprietarul unui club de jazz, care se cufundă din nou în lumea spionajului și a contrainformațiilor.

## Distribuție
- Michael Caine - Harry Anders
- Sean Young - Stacy Mansdorf
- Ian Holm - Sir Hector
- Bob Hoskins - Sam Garcia
- Jack Shepherd - Stevens
- Bobby Short - Buddy
- Alun Armstrong - Osgood

Trupa din clubul lui Harry este interpretată de un număr de muzicieni desăvârșiți, inclusiv toboșarul de la Rolling Stones, Charlie Watts
- Tom Boyd ... oboi
- Dave Green ... bass
- Michael Kamen ... orchestrator
- Anthony Kerr ... vibes
- Peter King ... alto sax
- Gerard Presencer ... trompeta
- Pete Thomas ... saxofon/compozitor:muzică suplimentară
- Charlie Watts ... tobe
- Steve Williamson ... tenor sax